# Мајлс Телер
Мајлс Александер Телер (енгл. Miles Alexander Teller; Даунингтон, 20. фебруар 1987) амерички је глумац. Познат је по улози Ендруа Нимана у филму Ритам лудила (2014) и Бредлија Бредшоа у филму Топ ган: Маверик (2022).

## Детињство и младост
Рођен је 20. фебруара 1987. године у Даунингтону. Син је агенткиње за некретнине Мери и инжењера нуклеарне електране Мајкла Телера. Има две старије сестре, Ерин и Дејну. Деда по оцу му је био руски Јевреј, а преко осталих предака има енглеске и ирске корене.
Детињство је провео у Пенсилванији и Делаверу, а са 12 година се преселио са породицом у округ Ситрус. Док је одрастао, бавио се глумом, био председник драмског клуба своје средње школе и свирао алт саксофон, бубњеве, клавир и гитару. Такође је такмичарски играо бејзбол и сањао је да постане професионалац. Средњу школу је завршио у Леканту. Године 2009. дипломирао је глуму на Њуниверзитету у Њујорку.

## Приватни живот
Године 2013. ступио је у везу с манекенком Кили Спери. Верили су се 20. августа 2017. у Јужноафричкој Републици, а потом венчали 1. септембра 2019. године на Мауију.

## Филмографија

### Филм
| Улоге Мајлса Телера |                               |               |                                    |          |
| Година              | Српски назив                  | Изворни назив | Улога                              | Напомена |
| 2010.               | Пут у непознато               |               | Џејсон                             |          |
| 2011.               | Футлуз                        |               | Вилард Хјуит                       |          |
| 2012.               | Пројекат Икс                  |               | Мајлс                              |          |
| 2013.               | Спектакуларна садашњица       |               | Сатер Кили                         |          |
| 2013.               | 21 — Потпуно пунолетан        |               | Милер                              |          |
| 2014.               | Ритам лудила                  |               | Ендру Ниман                        |          |
| 2014.               | Да ли смо ми у шеми?          |               | Данијел                            |          |
| 2014.               | Другачија                     |               | Питер Хејз                         |          |
| 2014.               | Веза за две ноћи              |               | Алек                               |          |
| 2015.               | Трилогија Другачија: Побуњени |               | Питер Хејз                         |          |
| 2015.               | Фантастична четворка          |               | Рид Ричардс / Господин Фантастични |          |
| 2016.               | Трилогија Другачија: Одани    |               | Питер Хејз                         |          |
| 2016.               | Нађи посао                    |               | Вил Дејвис                         |          |
| 2016.               | Пси рата                      |               | Дејвид Пакуз                       |          |
| 2016.               | Крвари за ово                 |               | Вини Пез                           |          |
| 2017.               | Најхрабрији                   |               | Брендан Макдоно                    |          |
| 2017.               | Хвала Вам на служби           |               | Адам Шуман                         |          |
| 2022.               | Топ ган: Маверик              |               | Бредли Бредшо                      |          |
| 2022.               | Паукова глава                 |               | Џеф                                |          |

### Телевизија
| Улоге Мајлса Телера |                         |               |                |            |
| Година              | Српски назив            | Изворни назив | Улога          | Напомена   |
| 2009.               | Необични                |               | Џејмс Бурланд  | 1 епизода  |
| 2019.               | Престар да би умро млад |               | Мартин Џоунс   | 10 епизода |
| 2022.               | Понуда                  |               | Алберт Руди    | 10 епизода |
| 2022.               | Уживо суботом увече     |               | себе (водитељ) | 1 епизода  |